# タイトル、拒絶
『タイトル、拒絶』は、劇団□字ックによる舞台作品、及び日本映画。
セックスワーカーとして生きる女性たちを描いた物語。
2013年、劇団□字ックの第六回本公演として初演を迎え、同劇団を主宰する山田佳奈が自らメガホンを執り伊藤沙莉主演で映画化され2020年に全国公開された。
2021年に舞台が再演され、木竜麻生が主演を務める。

## 舞台

### 初演
- 日時 - 2013年2月9日 - 2月17日[2]
- 会場 - サンモールスタジオ[2]
- キャスト - 川原真衣、山田佳奈、大数みほ、踊り子あり(はえぎわ)、熊野善啓(チャリT企画)、堤千穂、長井短(劇団半開き)、野田慈伸(桃尻犬)、葉湖芽、日高ボブ美、もなみのりこ(チェリーブロッサムハイスクール)、竜史(20歳の国) 、東ゆうこ[2]

### 2021年版
- 日時 - 2021年2月4日 - 2月10日[3]
- 会場 - 本多劇場[3]
- キャスト - 木竜麻生、小島梨里杏、川添野愛、鈴木たまよ、樹麗、田野優花、宮崎秋人、池田良、後藤剛範、信川清順、早織、安藤聖、美保純[3]

## 映画
2020年11月13日一般公開。R-15＋指定作品。
2019年、第32回東京国際映画祭の日本映画スプラッシュ部門に出品され、主演の伊藤沙莉が東京ジェムストーン賞を受賞した。

### キャスト
- カノウ - 伊藤沙莉
- マヒル - 恒松祐里
- アツコ - 佐津川愛美
- シホ - 片岡礼子
- キョウコ - 森田想
- カナ - 円井わん
- チカ - 行平あい佳
- リユ - 野崎智子
- ヤヨイ - 大川原歩
- 和代 - モトーラ世理奈
- ハギオ - 池田大
- 良太 - 田中俊介
- 山下 - 般若
- 設楽 - でんでん

### スタッフ
- 監督・脚本 - 山田佳奈
- プロデューサー - 内田英治、藤井宏二
- キャスティング - 伊藤尚哉
- 撮影 - 伊藤麻樹
- 照明 - 井上真吾
- 美術 - 中谷暢宏
- 劇中歌 - 女王蜂『燃える海』